# Glaucopsyche barnesi
Glaucopsyche barnesi är en fjärilsart som beskrevs av Gunder 1927. Glaucopsyche barnesi ingår i släktet Glaucopsyche och familjen juvelvingar. Inga underarter finns listade i Catalogue of Life.